# Mistrzostwa Świata Juniorów w pływaniu w płetwach 2019

Mistrzostwa Świata Juniorów w pływaniu w płetwach 2019 - zawody pływania w płetwach, który odbyły się w dniach od 28 lipca do 4 sierpnia w Szarm el-Szejk w Egipcie. Była to 16 edycja Mistrzostw Świata Juniorów. Organizatorem zawód była Światowa Konfederacja Sportów Podwodnych (CMAS). W zawodach wzięło udział 257 zawodników z 29 państw. Niemal wszystkie konkurencje przeprowadzono na basenie, zlokalizowanym w olimpijskiej wiosce, o długości 50 metrów (poza konkurencjami długodystansowymi - wyścigi na 6000 metrów po powierzchni oraz sztafeta mieszana 4x2000 metrów, te konkurencje przeprowadzono na wodach otwartych).

## Klasyfikacja medalowa
Klasyfikacja medalowa:
| Miejsce | Klub             | Złoto | Srebro | Brąz | Razem |
| ------- | ---------------- | ----- | ------ | ---- | ----- |
| 1.      | Rosja            | 23    | 11     | 4    | 38    |
| 2.      | Grecja           | 2     | 2      | 4    | 8     |
| 3.      | Niemcy           | 2     | 1      | 0    | 3     |
| 4.      | Ukraina          | 1     | 4      | 7    | 12    |
| 5.      | Węgry            | 1     | 2      | 5    | 8     |
| 6.      | Chiny            | 1     | 2      | 2    | 5     |
| 7.      | Polska           | 1     | 1      | 0    | 2     |
| 8.      | Korea Południowa | 1     | 0      | 1    | 2     |
| 9.      | Turcja           | 0     | 3      | 3    | 6     |
| 10.     | Kolumbia         | 0     | 2      | 2    | 4     |
| 11.     | Czechy           | 0     | 2      | 0    | 2     |
| 12.     | Kazachstan       | 0     | 1      | 2    | 3     |
| 13.     | Słowacja         | 0     | 1      | 0    | 1     |
| 14.     | Estonia          | 0     | 0      | 2    | 2     |

## Medaliści
Wyniki poszczególnych konkurencji:

### Mężczyźni
| Konkurencja                                 | Złoto                                                                    | Czas       | Srebro                                                             | Czas       | Brąz | Czas       |
| Bi-fins                                     |                                                                          |            |                                                                    |            | |            |
| 50 metrów                                   | Danila Inbulaev                                                          | 19.27      | Szymon Kropidłowski                                                | 19.57      | Yegor Makeshin | 19.59      |
| 100 metrów                                  | Szymon Kropidłowski                                                      | 42.83      | Yegor Makeshin                                                     | 42.96      | Danila Inbulaev | 43.25      |
| 200 metrów                                  | Christos Kalaitzopoulos                                                  | 01:38.02   | Zhihao Wang                                                        | 01:38.64   | Yegor Makeshin | 01:38.91   |
| 400 metrów                                  | Christos Kalaitzopoulos                                                  | 03:33.49   | Amir Khusainov                                                     | 03:34.25   | Zhihao Wang | 03:35.60   |
| Po powierzchni                              |                                                                          |            |                                                                    |            | |            |
| 50 metrów                                   | Egor Kachmashev                                                          | 15.41      | Onur Berke Kuyumcu                                                 | 16.01      | Siqian Zhang | 16.14      |
| 100 metrów                                  | Egor Kachmashev                                                          | 34.55      | Andres Felipe Molano Torres                                        | 35.54      | Tugcan Kaytar | 36.29      |
| 200 metrów                                  | Egor Kachmashev                                                          | 01:23.41   | Filip Latal                                                        | 01:25.08   | Tugcan Kaytar | 01:25.15   |
| 400 metrów                                  | Alexandr Khudyshkin                                                      | 03:03.94   | Alexandr Gavrilov                                                  | 03:05.43   | Volodymyr Sushchenko | 03:06.31   |
| 800 metrów                                  | Alexandr Gavrilov                                                        | 06:34.86   | Matyas Kubicek                                                     | 06:40.75   | Volodymyr Sushchenko | 06:46.90   |
| 1500 metrów                                 | Alexandr Gavrilov                                                        | 12:57.89   | Semen Pickunov                                                     | 13:07.73   | Thomas Tsingelis | 13:22.29   |
| 6000 metrów                                 | Semen Pickunov                                                           | 1:00:00.64 | Jimenez-Granada Breylin Santiago                                   | 1:00:22.88 | Mohamed El-Sayed Mazen | 1:00:23.20 |
| Pod wodą oraz z aparatem oddechowym i butlą |                                                                          |            |                                                                    |            | |            |
| 50 metrów                                   | Ziu Park                                                                 | 14.81      | Egor Kachmashev                                                    | 14.85      | Christos Valalas | 15.01      |
| 100 metrów                                  | Jianming Lan                                                             | 33.87      | Juan Felipe Moreno Pineros                                         | 33.90      | Alexandr Khudyshkin | 34.19      |
| 400 metrów                                  | Alexandr Khudyshkin                                                      | 02:55.39   | Stepan Pugachev                                                    | 02:57.42   | Juan Felipe Moreno Pineros                                                                                                 | 03:02.40   |
| Sztafety                                    |                                                                          |            |                                                                    |            | |            |
| 4x100 metrów po powierzchni                 | Rosja Nikita Repka Dmitrii Adalin Alexandr Khudyshkin Egor Kachmashev    | 2:25.14    | Turcja Tugcan Kaytar Yigit Yilmaz Emre Colaklak Onur Berke Kuyumcu | 2:26.42    | Kolumbia Juan Felipe Moreno Pineros Juan Estaban Paz Sepulveda Juan Sebastian Giraldo Cespedes Andres Felipe Molano Torres | 2:27.30    |
| 4x200 metrów po powierzchni                 | Rosja Egor Kachmashev Nikita Repka Alexandr Gavrilov Alexandr Khudyshkin | 05:40.15   | Chiny Siqian Zhang Shihao Qin Zhihao Wang Jianming Lan             | 05:56.45   | Ukraina Serhii Voishchiev Dmytro Serebriakov Yevhenii Palamarchuk Volodymyr Sushchenko                                     | 05:57.10   |

### Kobiety
| Konkurencja                                 | Złoto                                                                      | Czas       | Srebro                                                                   | Czas       | Brąz                                                             | Czas       |
| Bi-fins                                     |                                                                            |            |                                                                          |            |                                                                  |            |
| 50 metrów                                   | Zsofia Linzenbold                                                          | 22.53      | Yevheniia Tymoshenko                                                     | 22.69      | Iana Martynova                                                   | 22.83      |
| 100 metrów                                  | Iana Martynova                                                             | 48.44      | Yevheniia Tymoshenko                                                     | 49.75      | Zsofia Linzenbold                                                | 49.77      |
| 200 metrów                                  | Iana Martynova                                                             | 1:45.76    | Csenge Stadler                                                           | 1:49.28    | Yevheniia Tymoshenko                                             | 1:49.91    |
| 400 metrów                                  | Iana Martynova                                                             | 3:48.37    | Eleftheria Stamou                                                        | 3:54.09    | Csenge Stadler                                                   | 3:54.31    |
| Po powierzchni                              |                                                                            |            |                                                                          |            |                                                                  |            |
| 50 metrów                                   | Olesia Ermaliuk                                                            | 18.16      | Sara Suba                                                                | 18.72      | Beril Ulker                                                      | 18.74      |
| 100 metrów                                  | Tatiana Prichinina                                                         | 40.67      | Olesia Ermaliuk                                                          | 40.74      | Sofiya Grechko                                                   | 40.87      |
| 200 metrów                                  | Sofiya Grechko                                                             | 1:31.77    | Vlada Markina                                                            | 1:32.15    | Anastasiia Zviagina                                              | 1:32.32    |
| 400 metrów                                  | Johanna Schikora                                                           | 3:17.83    | Anna Karzunova                                                           | 3:19.47    | Jazmin Kata Varga                                                | 3:22.37    |
| 800 metrów                                  | Anna Karzunova                                                             | 7:00.55    | Johanna Schikora                                                         | 7:01.29    | Anastasiia Iziumova                                              | 7:08.39    |
| 1500 metrów                                 | Johanna Schikora                                                           | 13:32.43   | Anna Karzunova                                                           | 13:35.55   | Anastasiia Iziumova                                              | 13:54.94   |
| 6000 metrów                                 | Nadezhda Grechishkina                                                      | 1:01:11.91 | Valerilla Solomatina                                                     | 1:03:47.40 | Aleksandra Maltseva                                              | 1:04:01.26 |
| Pod wodą oraz z aparatem oddechowym i butlą |                                                                            |            |                                                                          |            |                                                                  |            |
| 50 metrów                                   | Olesia Ermaliuk                                                            | 16.44      | Tatiana Prichinina                                                       | 16.73      | Iliana Vakirtzi                                                  | 17.18      |
| 100 metrów                                  | Tatiana Prichinina                                                         | 37.62      | Olesia Ermaliuk                                                          | 38.49      | Ann Ly Maiki Parts                                               | 40.18      |
| 400 metrów                                  | Sofia Streletes                                                            | 3:11.87    | Christina Ioanna Skylouraki Or Skiluraki                                 | 3:11.96    | Blanka Kiss                                                      | 3:13.43    |
| Sztafety                                    |                                                                            |            |                                                                          |            |                                                                  |            |
| 4x100 metrów po powierzchni                 | Rosja Olesia Ermaliuk Anastasiia Zviagina Vlada Markina Tatiana Prichinina | 2:42.78    | Ukraina Virsaviia Berezna Akseria Tiutiunnyyh Sofia Danko Sofiya Grechko | 2:47.45    | Węgry Zsofia Linzenbold Jazmin Kata Varga Blanka Kiss Dorka Deme | 2:50.88    |
| 4x200 metrów po powierzchni                 | Rosja Anastasiia Zviagina Anna Artamova Karina Beliaeva Vlada Markina      | 6:12.58    | Ukraina Sofia Danko Virsaviia Berezna Anastasiia Iziumova Sofiya Grechko | 6:18.83    | Korea Południowa Sumin Kim Nahyun Park Jeongmin Lee Jiwoo Park   | 6:27.30    |

### Sztafety mieszane
| Konkurencja    | Złoto                                                                         | Czas       | Srebro                                                                                  | Czas       | Brąz                                                                                         | Czas       |
| Bi-fins        |                                                                               |            |                                                                                         |            |                                                                                              |            |
| 4x100 metrów   | Rosja Artem Korshunkov Iana Martynova Sofia Ermolaeva Danila Inbulaev         | 3:04.63    | Węgry Kelen Cseplo Peter Toth Zsofia Linzenbold Csenge Stadler                          | 3:07.90    | Grecja Christos Kalaitzopoulos Aikaterni Maniati Eleftheria Stamou Paraskevas Kalaitzopoulos | 03:08.45   |
| Po powierzchni |                                                                               |            |                                                                                         |            |                                                                                              |            |
| 4x50 metrów    | Rosja Dmitrii Adalin Diana Sliseva Olesia Ermaliuk Egor Kachmashev            | 1:07.35    | Turcja Onur Berke Kuyumcu Beril Ulker Miray Tuncel Yigit Yilmaz                         | 1:08.63    | Estonia Aleksei Popov Aleksandra Vassiljeva Daniel Zmogin Lia Tsugunova                      | 1:10.16    |
| 4x2000 metrów  | Rosja Anna Karzunova Semen Pickunov Nadezhda Grechishkina Aleksander Gavrilov | 1:18:19.99 | Ukraina Dmytro Serebriakov Akseniia Tiutiunnik Anastasiia Iziumova Volodymyr Sushckenko | 1:19:57.78 | Egipt Mohamed El-Sayed Mazen Ali Lougy Abdelhadi Salma Mohamed Mahmaud                       | 1:21:03.78 |